# Paxillensterne
Die Paxillensterne (Paxillosida) sind eine Ordnung meist großer Seesterne, die 7 Familien umfasst.

## Beschreibung
Die Paxillensterne sind Weichbodenbewohner. Da es an Sand und Schlamm keine Ansaugmöglichkeiten gibt, haben ihre jeweils mit zwei Ampullen versehenen Ambulacralfüßchen keine Saugscheiben. Die Oberseite ist mit schirmchenartigen Plättchen (Paxillen) bedeckt. Pedicellarien können vorhanden sein, fehlen aber bei vielen Arten.
Paxillensterne sind Räuber oder Aasfresser. Der Magen ist nicht vorstülpbar, weshalb die Beute verschluckt und innen verdaut wird. Die meisten Arten haben keine Afteröffnung, so dass unverdauliche Reste durch die Mundöffnung ausgestoßen werden.
Bei den Paxillensternen metamorphosiert die frei schwimmende, als Plankton lebende Bipinnaria-Larve ohne Brachiolaria-Stadium direkt zum Seestern.
In der Familie Astropectinidae haben alle Arten fünf Arme, doch gibt es in anderen Familien vielarmige Arten, so etwa bei den Luidiidae.

## Systematik
Laut World Register of Marine Species gehören zur Ordnung Paxillosida 7 Familien:
- Astropectinidae Gray, 1840
- Ctenodiscidae Sladen, 1889
- Goniopectinidae Verrill, 1889
- Luidiidae Sladen, 1889
- Porcellanasteridae Sladen, 1883
- Pseudarchasteridae Sladen, 1889
- Radiasteridae Fisher, 1916

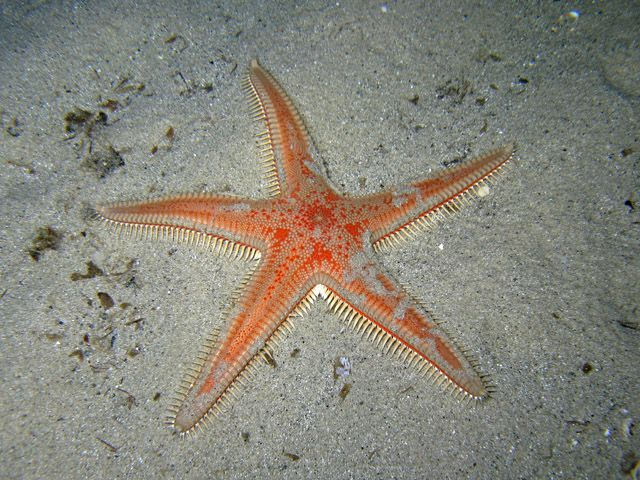
Astropecten aranciacus
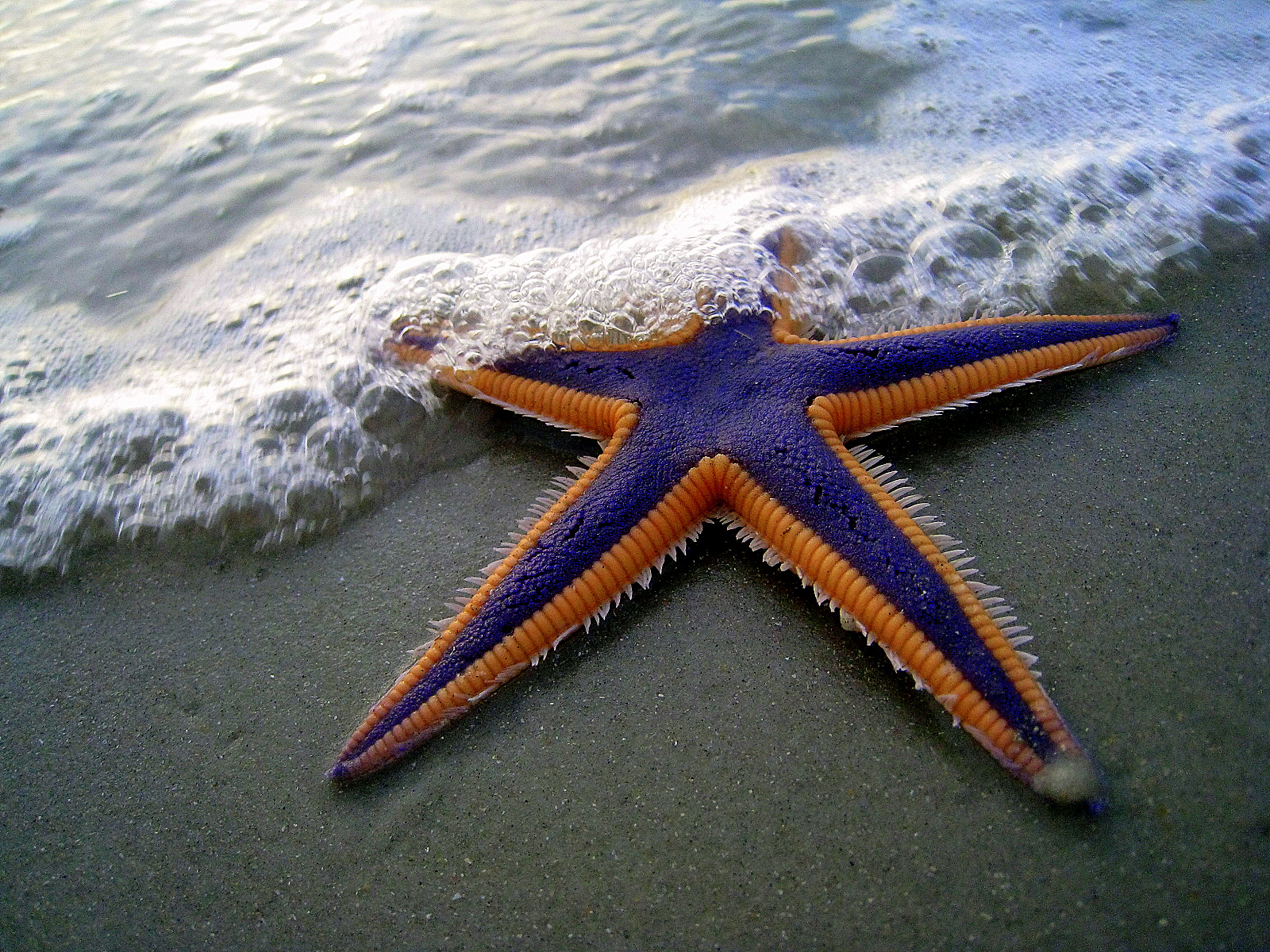
Astropecten articulatus
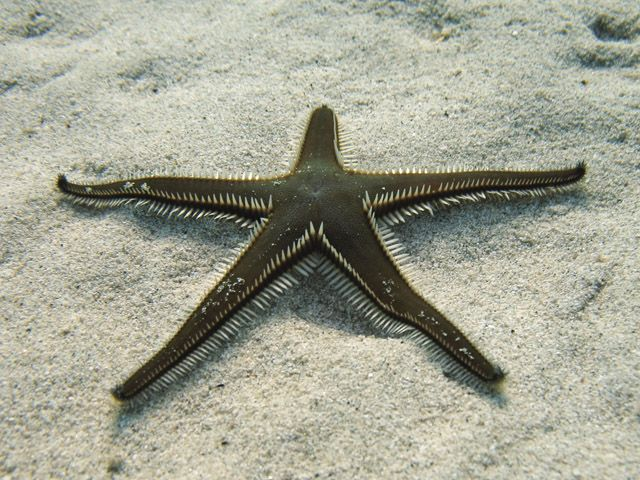
Astropecten bispinosus
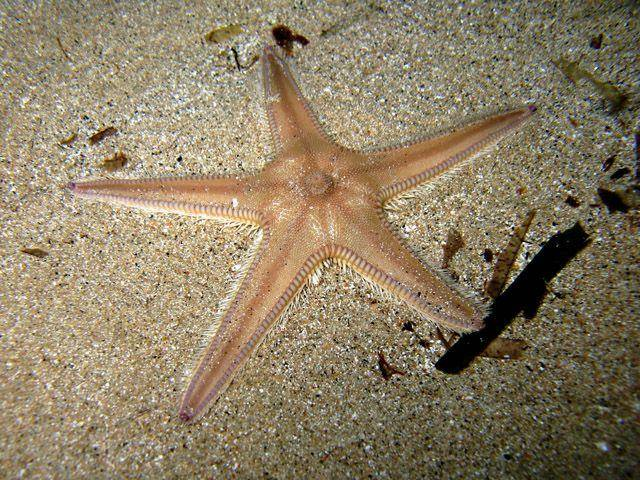
Astropecten irregularis
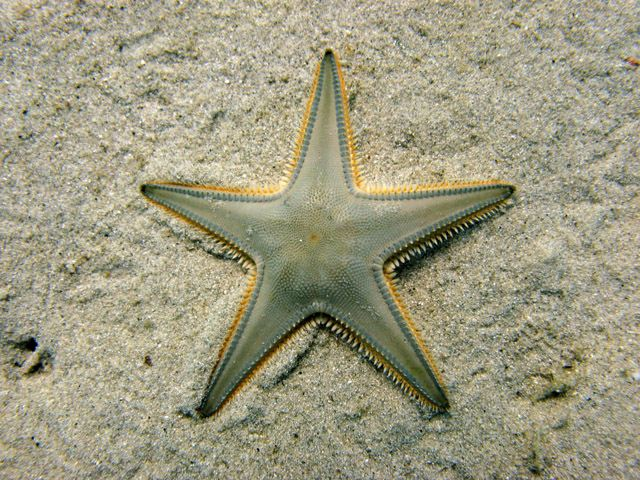
Astropecten jonstoni
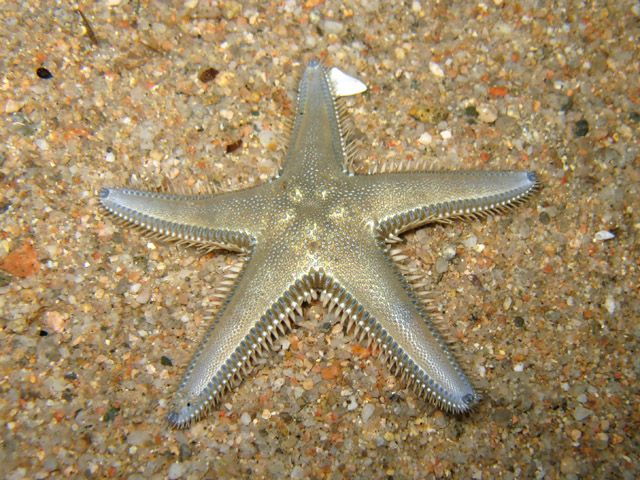
Astropecten platyacanthus
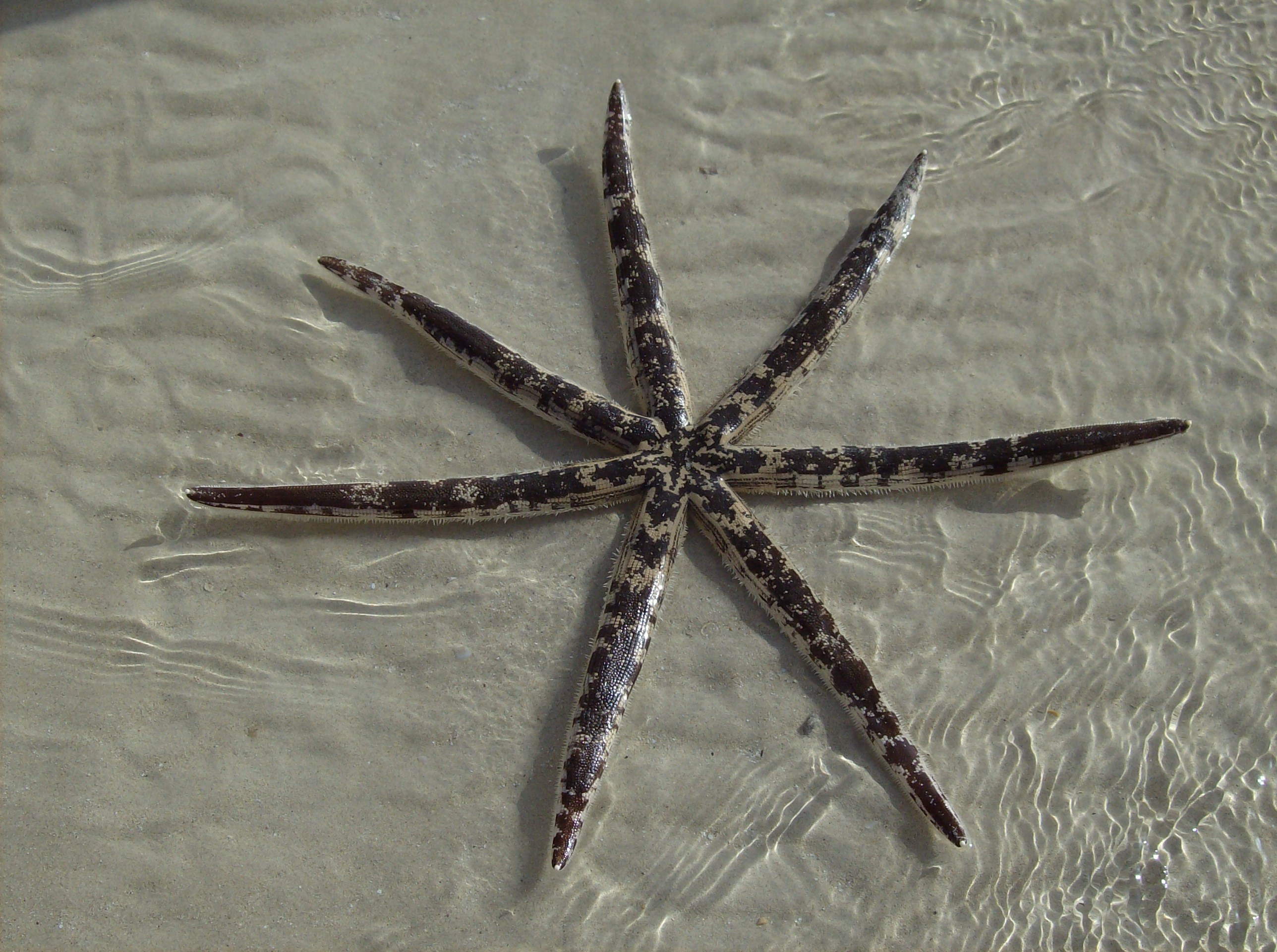
Luidia ciliaris
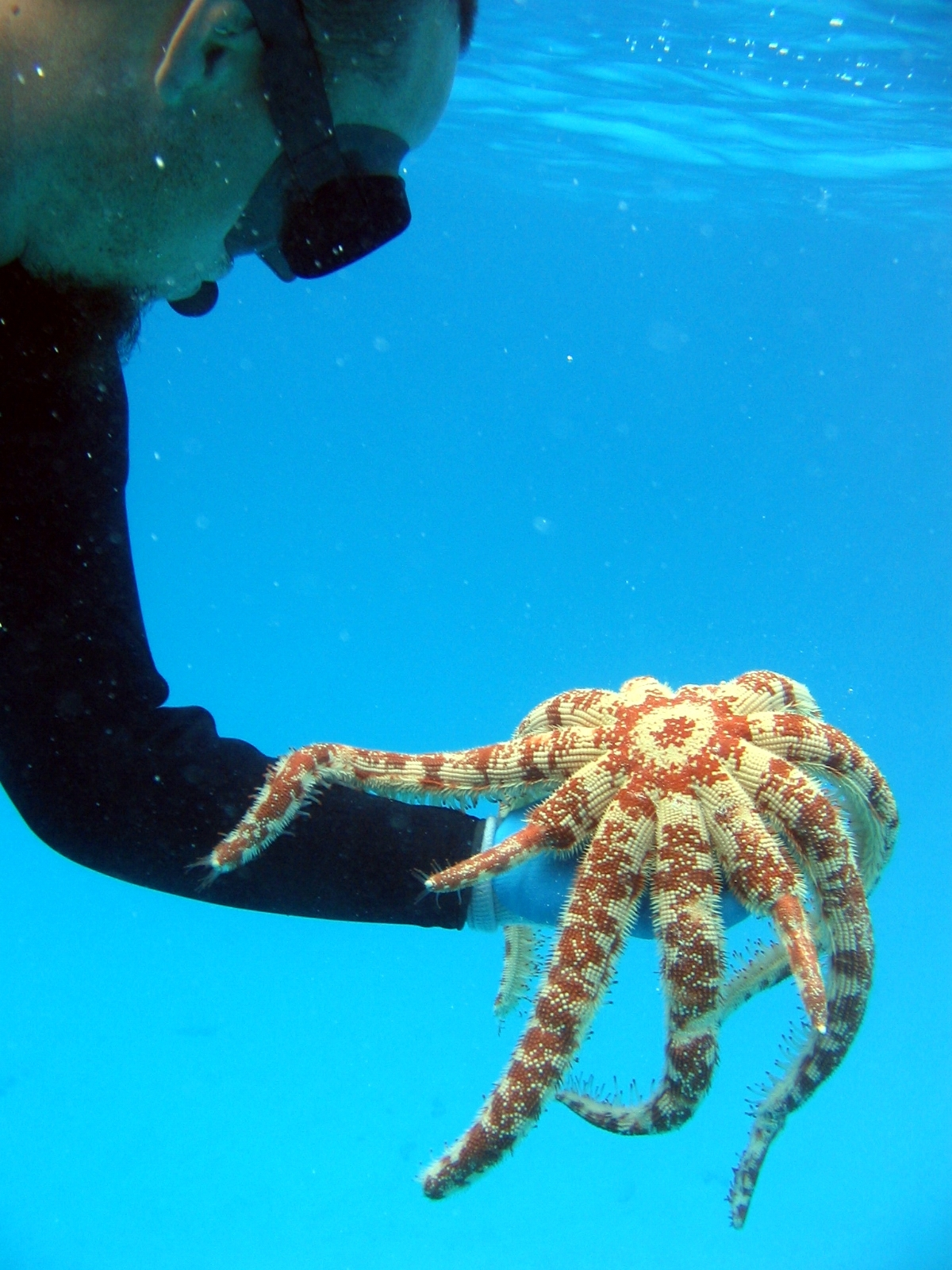
Luidia magnifica
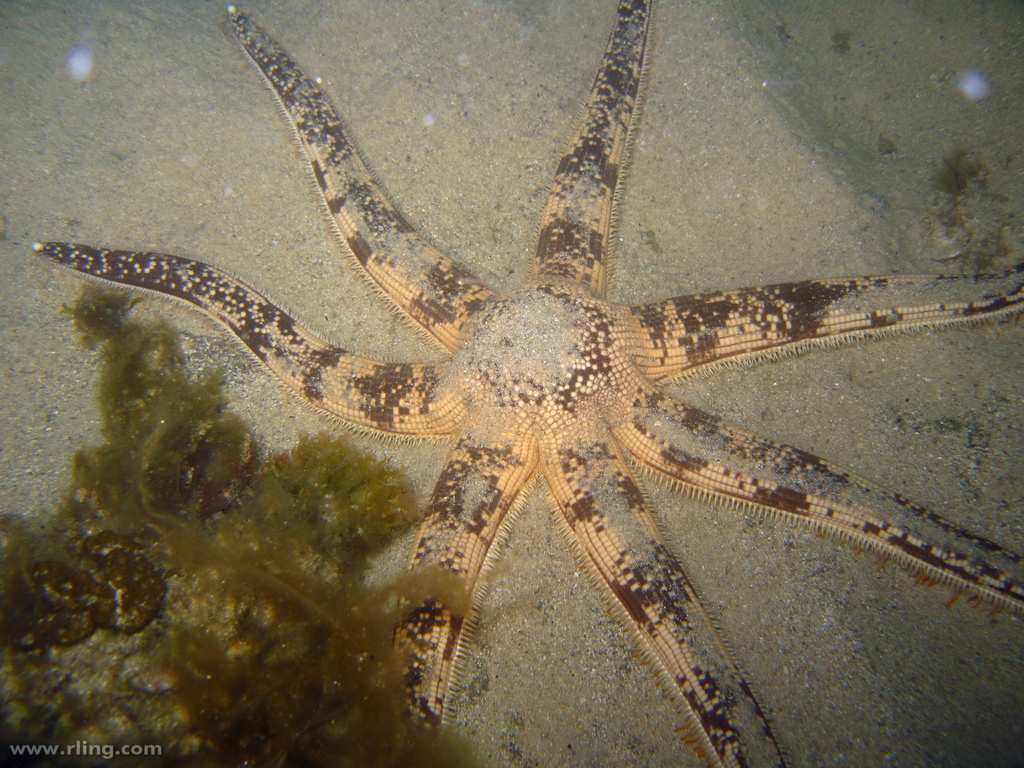
Luidia australiae